# Mario Marinică
Mario Marinică (ur. 13 grudnia 1964) – piłkarz rumuński, a następnie trener piłkarski. Od 2024 jest selekcjonerem reprezentacji Liberii.

## Kariera piłkarska
Marinică jako piłkarz występował w juniorach i rezerwach takich klubów jak: Rocar Bukareszt, Dinamo Bukareszt i Steaua Bukareszt.

## Kariera trenerska
Marinică pracował w takich zespołach jak: Rocar Bukareszt (2001-2002, asystent), Argeș Pitești (2003), AS Cimentul Fieni (2003-2004), Gloria Buzău (2008-2009), Black Leopards (2009), Kaposvári Rákóczi (2013, asystent), Rapid Bukareszt (2014-2015, asystent), Zakho FC (2016, asystent) i Concordia Chiajna (2017-2019, asystent).
W 2021 roku Marinică został selekcjonerem oraz jednocześnie dyrektorem technicznym reprezentacji Malawi. Poprowadził ją w Pucharze Narodów Afryki 2022 i doprowadził ją do 1/8 finału, w którym Malawi przegrał 1:2 z Marokiem.